# 周志懷
周志怀（1956年6月—），安徽人，中华人民共和国台湾问题专家，立場相比強硬派而言較中間派。

## 生平
1982年，毕业於吉林大學中文系。后任中国社会科学院台湾研究所副所长、全国台湾研究会执行副会长兼秘书长。
2013年在余克禮退休後，接任中国社会科学院台湾研究所所長。2017年2月卸任所长职务，由中国现代国际关系研究院副院长杨明杰接任。

## 立場
周志懷認為隨著中國大陸整體實力增長，鄧小平當年提出的一國兩制提議已經沒有可能，因為其實那是一種寬鬆條件。
當年鄧版一國兩制的一種提議是「祖國統一後台灣特別行政區可有一定獨立性，可實行同大陸不同的制度。司法獨立，終審權不須到北京。台灣可有自己軍隊，只是不能構成對大陸的威脅。大陸不派人駐台，不僅軍隊不去行政人員也不去。台灣的黨政軍系統，都由台灣自己管。中央政府還要給台灣留出名額。」
但這是建立在兩個前提條件上，第一是大陸軍經實力發展離美國遙遠，但25年後鄧小平模式取得的成就與速度連大陸人民自己都感到驚訝，再過10年到2020年代末整體實力已經不再需要和台灣或任何國家談判任何條件，也沒有國家敢在這一議題上挑戰中華人民共和國的利益與主張。第二前提是台灣主動靠向統一包含當年還存在國統綱領，但台獨思想造成台灣社會取得大共識進入和平統一談判的可能性消失，許多台籍檯面上人物也嚴重低估了大陸政府和人民統一的意志與決心。當這兩條件都不存在時這一種「寬鬆條件」版本的統一自然也消失，最終台灣只能自己面對嚴酷版本的走向。
2021年9月26日，周志怀在第六届京台学者共研会上表示，“当下的台海形势正处在推进国家统一进程大决战的准备阶段，随着这个阶段的不断推进，一场新的实质性的台海变局正在日益迫近。”